# Trommeldrucker

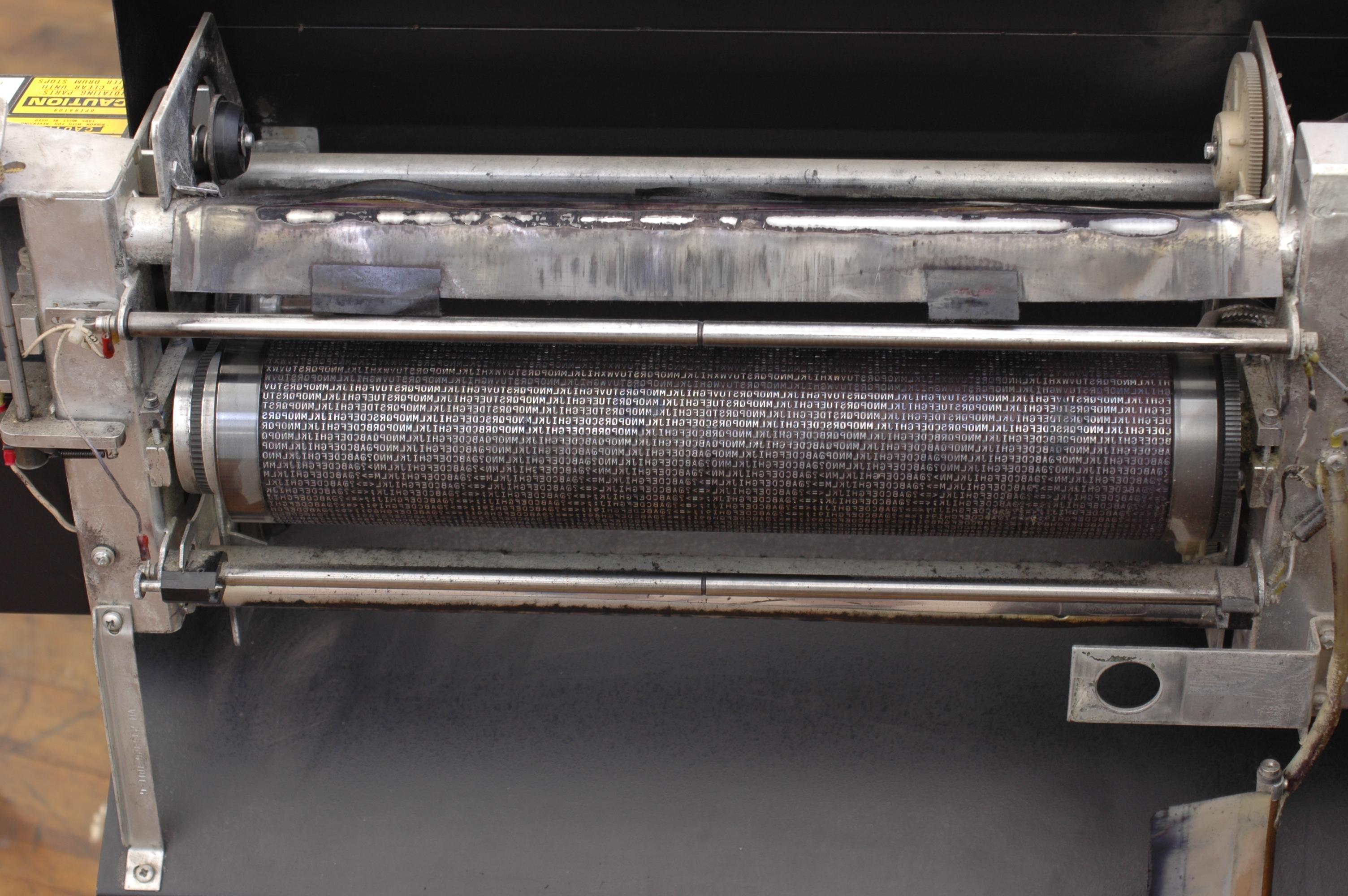
Trommel eines Trommeldruckers aus der Zeit der frühen Großrechner

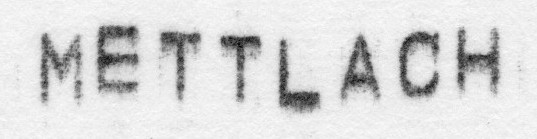
Typisches Schriftbild eines Trommeldruckers mit verschobenen Buchstaben (Rechnerausgabe um 1965)

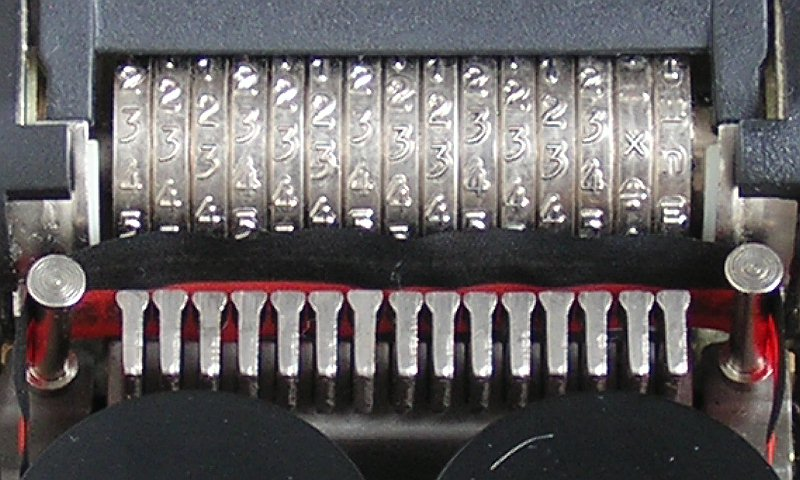
Typenwalze, Farbband und Hämmerchen des Druckwerks einer Tischrechenmaschine

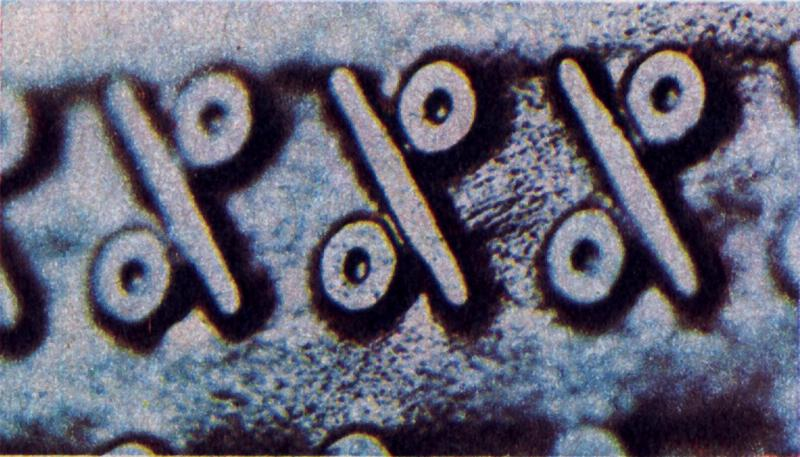
Teilansicht
zeigt „%“-Zeichen.

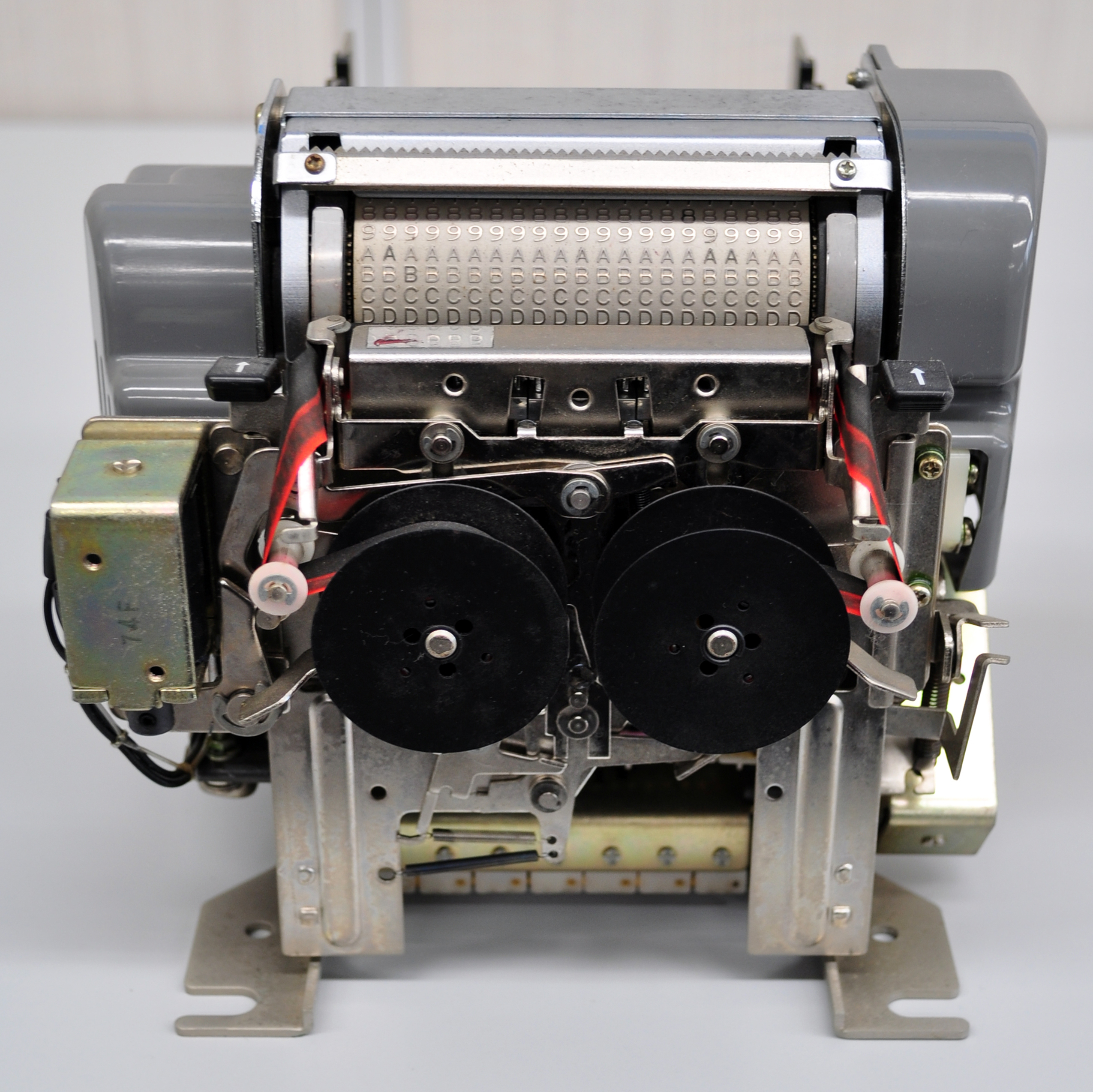
EP-101

Trommeldrucker (auch: Typenwalzen- oder Walzendrucker) gehören zu den Zeilen- und Impact-Druckern.
Das wichtigste Bauteil des Trommeldrucker ist die sogenannte Typentrommel. Auf dieser ist für jede Druckposition eine Scheibe mit allen druckbaren Zeichen vorhanden. Zwischen Walze und Papier befindet sich ein Farbband. Diese Walze wird gedreht. Sobald der gewünschte Buchstabe erscheint, kann er gedruckt werden. Da aber die Walze zu schwer ist, um sie zum Anschlagen der Buchstaben zu verwenden, bleibt diese in ihrer Position. Stattdessen schlagen kleine Hämmerchen (für jede Druckposition ist einer vorhanden) im richtigen Moment gegen das Papier und drücken Papier und Farbband an die Walze.
Da man aber selten eine komplette Zeile mit demselben Zeichen bedrucken möchte, ist eine Zeile im ungünstigsten Fall (d. h. wenn jedes druckbare Zeichen vorkommt) erst dann komplett gedruckt, wenn sich die Walze einmal vollständig gedreht hat und so an jeder Druckposition jedes Zeichen einmal das zugehörige Hämmerchen passiert hat.
Wird der Zeitpunkt, zu dem das Hämmerchen gegen Farbband und Papier schlagen soll, auch nur um Millisekunden verfehlt, ist die Walze mit dem betreffenden Buchstaben schon wieder weitergerückt. Dies führt dazu, dass manche Buchstaben auf dem Ausdruck nach oben oder unten „aus der Reihe tanzen“. Erst bei Ketten- und Stahlbanddruckern konnte dieser Effekt vermindert werden. Fettdruck und Semigrafikdruck konnten durch mehrfaches Überdrucken an selber Stelle erreicht werden.
Trommeldrucker erreichen Geschwindigkeiten von mehreren hundert Zeilen pro Minute. Es wurde auf Endlospapier gedruckt. Der Lärm der Hämmerchen war so laut, dass die Drucker unter Schallschutzhauben betrieben wurden und die Bediener Gehörschutz trugen.
Kleine Trommeldruckwerke mit Walzen aus Metall oder Kunststoff werden in Tischrechenmaschinen verwendet, darunter auch Bauarten, bei denen die Trommel elastisch ist und von innen „ausgebeult“ wird. Auch der erste „Minidrucker“ überhaupt, der EP-101 von Shinshu Seiki, hatte ein Trommeldruckwerk.